# La Veu de Tarragona
La Veu de Tarragona va ser un setmanari que va sorgir al 1913 i es va dissoldre al 1935.

## Història
Aquest setmanari era portaveu de la Lliga Autonomista Republicana de Tarragona. La Veu de Tarragona dedicava especial atenció a informació local, posicionaments polítics del partit, conflicte agrari i problemes religiosos a través de pàgines literàries, art, deport, finances, dona, cinema, música... El seu propòsit principal era: 
"Volem una Catalunya catalana, part integrant d'Espanya (...), llançar als quatre vents els noms de les personalitats que proposem com a Diputats de les Constituents (...) Volem salvar la Pàtria, la família, la propietat, la dignificació del treball, la religió, tot està envoltat de perills que salvarem sense greus sotregades si ens afanyem a consolidar la República democràtica".
També cal dir que polemitzava amb diversos números del Diari de Tarragona, l'Avançada i amb La Cruz.

## Aspectes tècnics
Constava de 8 pàgines amb 4 columnes cadascuna i la portada amb 3 columnes. Les pàgines tenien un format de 43x31 cm i els seus titulars eren principalment informatius i propagandístics. Tenia un preu de 10 cèntims el número (a partir del número 1260, 15 cèntims) i 2 pessetes mensuals (a partir del número 1260, 7,50 pessetes).

## Seccions i col·laboradors
Les seccions que formaven La veu de Tarragona eren "Editorial", "Opinió", "Informació local i de les terres tarragonines", "Calendari religiós", "Informació de Catalunya", "Espanya i l'estanger", "Informació marítima i meteorològica", "El que diu la premsa", "Esports", "Espectacles" i "De la Casa Gran".
Entre els col·laboradors habituals hi trobem a Fritz Leiva, Pedro Sangro y Ros de Olano, J. Garriga Massó, F. M. Ruix Hebrard, Hèctor Oriol, Joan de Caro, J. Gil Vernet, Josep de Bellcaire, Manuel Brunet i R. de Granadella entre d'altres.

## Localització
- Biblioteca Pública de Tarragona.
- Premsa Digitalitzada Biblioteca Hemeroteca Municipal de Tarragona